# Mordach (Beerbach)
Die Mordach (Bach vom Kirschberg) ist ein 0,7 km langer, östlicher und rechter Zufluss des Beerbachs. Sie fließt im Gemeindegebiet von Mühltal im Vorderen Odenwald und im Naturpark Bergstraße-Odenwald im hessischen Landkreis Darmstadt-Dieburg.
Der Name Mordach ist eine lokale Dialektform, die einem schriftsprachlichen Moorache entspricht.

## Verlauf
Der Bach entspringt östlich des Mühltaler Weilers In der Mordach auf dem Westhang des Kirschbergs (302,4 m ü. NHN) auf etwa 210 m Höhe. Er fließt in westliche Richtung und durchläuft vier Teiche. Wenige Meter westlich des vierten Teiches stößt von links der Mühlgraben auf den Bach vom Kirschberg. Letzterer mündet östlich der Landesstraße 3098 beim Weiler In der Mordach auf etwa 177 m Höhe von rechts in den Modau-Zufluss Beerbach. Wenige Meter unterhalb dieser Mündung zweigt vom Beerbach ein etwa 250 bis 300 m langer Mühlkanal ab, dessen Wasser vor der Heilstätte Haus Burgwald in den Beerbach fließt.

## Mühlen
Am Unterlauf der durch den Mühlgraben gespeisten Mordach liegen diese ehemaligen Mühlen:
- Zehenmühle (Zehmühle)
- Glashüttenmühle (heute: Heilstätte Haus Burgwald)